# Biccari
Biccari község (comune) Olaszország Puglia régiójában, Foggia megyében.

## Fekvése
Foggiától nyugatra a Dauniai-szubappenninek és a Tavoliere delle Puglie határán fekszik.

## Története
Biccari területén tárták fel Puglia legrégebbi, neolitikumi településének maradványait. Első írásos említése a 11. századból származik, amikor a Bizánci Birodalom fennhatósága alá került. A 19. század elejéig nemesi birtok volt. Ekkor alakult önálló községgé, miután a Nápolyi Királyságban felszámolták a feudalizmust. 

## Népessége
A lakosság számának alakulása:

## Főbb látnivalói
- Torre Bizantina - 12. századi őrtorony.
- Maria Santissima Assunta-templom - a 17. században alapították.
- San Quirico-templom - a 18. században épült.
- Sant’Antonio da Padova-kolostor - 15. században alapították.